# Plectranthias
Plectranthias – rodzaj ryb okoniokształtnych z rodziny strzępielowatych.

## Klasyfikacja
Gatunki zaliczane do tego rodzaju:
| - Plectranthias alleni - Plectranthias altipinnatus - Plectranthias anthioides - Plectranthias bauchotae - Plectranthias bilaticlavia - Plectranthias cirrhitoides - Plectranthias elaine - Plectranthias elongatus - Plectranthias exsul - Plectranthias fijiensis - Plectranthias foresti - Plectranthias fourmanoiri - Plectranthias gardineri - Plectranthias garrupellus - Plectranthias helenae - Plectranthias inermis | - Plectranthias intermedius - Plectranthias japonicus - Plectranthias jothyi - Plectranthias kamii - Plectranthias kelloggi - Plectranthias klausewitzi - Plectranthias knappi - Plectranthias lasti - Plectranthias longimanus - Plectranthias maculicauda - Plectranthias maugei - Plectranthias megalepis - Plectranthias megalophthalmus - Plectranthias morgansi - Plectranthias nanus - Plectranthias nazcae | - Plectranthias pallidus - Plectranthias parini - Plectranthias pelicieri - Plectranthias randalli - Plectranthias retrofasciatus - Plectranthias robertsi - Plectranthias rubrifasciatus - Plectranthias sagamiensis - Plectranthias sheni - Plectranthias taylori - Plectranthias vexillarius - Plectranthias wheeleri - Plectranthias whiteheadi - Plectranthias winniensis - Plectranthias xanthomaculatus - Plectranthias yamakawai |

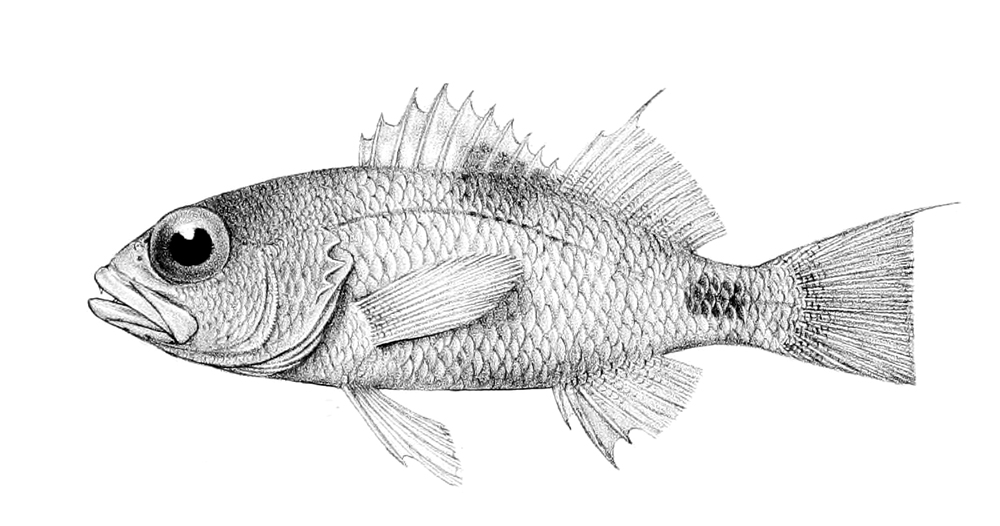
Plectranthias maculicauda